# حمدي عبد الرحيم
حمدي عبد الرحيم (؟ -) هو كاتب وصحفي وروائي وناقد مصري.

## حياته ونشأته
وُلد في صعيد مصر، وعمل بالصحافة، وتخصّص في النقد الأدبي، وشغل منصب رئيس القسم الأدبي في عدة صحف مصرية مثل جريدة الدستور، وجريدة الأسبوع، وجريدة الشروق.

## مؤلفاته
ألف حمدي عبد الرحيم العديد من المؤلفات التي تنوعت ما بين الروايات، والمجموعات القصصية، والمقالات، ومنها:
- فيصل... تحرير - أيام الديسك والميكروباص: صدر عام 2009 عن مكتبة مدبولي بالقاهرة.[1]
- سأكون كما أريد (رواية): صدرت عام 2011 عن دار الشروق للنشر والتوزيع بالقاهرة.[2]
- ليلة دخلة شيماء (مجموعة قصصية): صدرت عام 2014 عن دار أوراق للنشر والتوزيع بالقاهرة، وصمم غلاف الكتاب الفنان عبد العزيز السماحي.[3][4]
- الدائرة السوداء (رواية): صدر عام 2017 عن دار الكرمة للنشر والتوزيع بالقاهرة.[5][6]
- قبل بنتا حزينة (مجموعة قصصية): صدرت عام 2017 عن دار الشروق للنشر والتوزيع بالقاهرة.[7][8]

## جوائز
حظي عبد الرحيم بتكريم العديد من الجهات المحلية والعربية، وحصل على عدد من الجوائز الأدبية، والتي من أهمها:
- جائزة أفضل رواية في معرض القاهرة الدولى للكتاب عام 2012 عن روايته «سأكون كما أريد».

## وصلات خارجية
- حمدي عبد الرحيم على موقع قاعدة بيانات الأفلام العربية